# Lassina Dao
Lassina Dao (6 de fevereiro de 1971) é um ex-futebolista profissional marfinense que atuava como defensor.

## Carreira
Lassina Dao se profissionalizou no ASC Bouaké.

## Seleção
Lassina Dao integrou a Seleção Marfinense de Futebol na Copa Rei Fahd de 1992, na Arábia Saudita.

## Títulos
Costa do Marfim
- Copa das Nações Africanas: 1992